# Viallia mismae
Viallia mismae es una especie de escarabajo del género Viallia, familia Leiodidae. Fue descrita por Inzaghi y Regalin en 1982. Se encuentra en Italia.